# Hans Karl von Winterfeldt

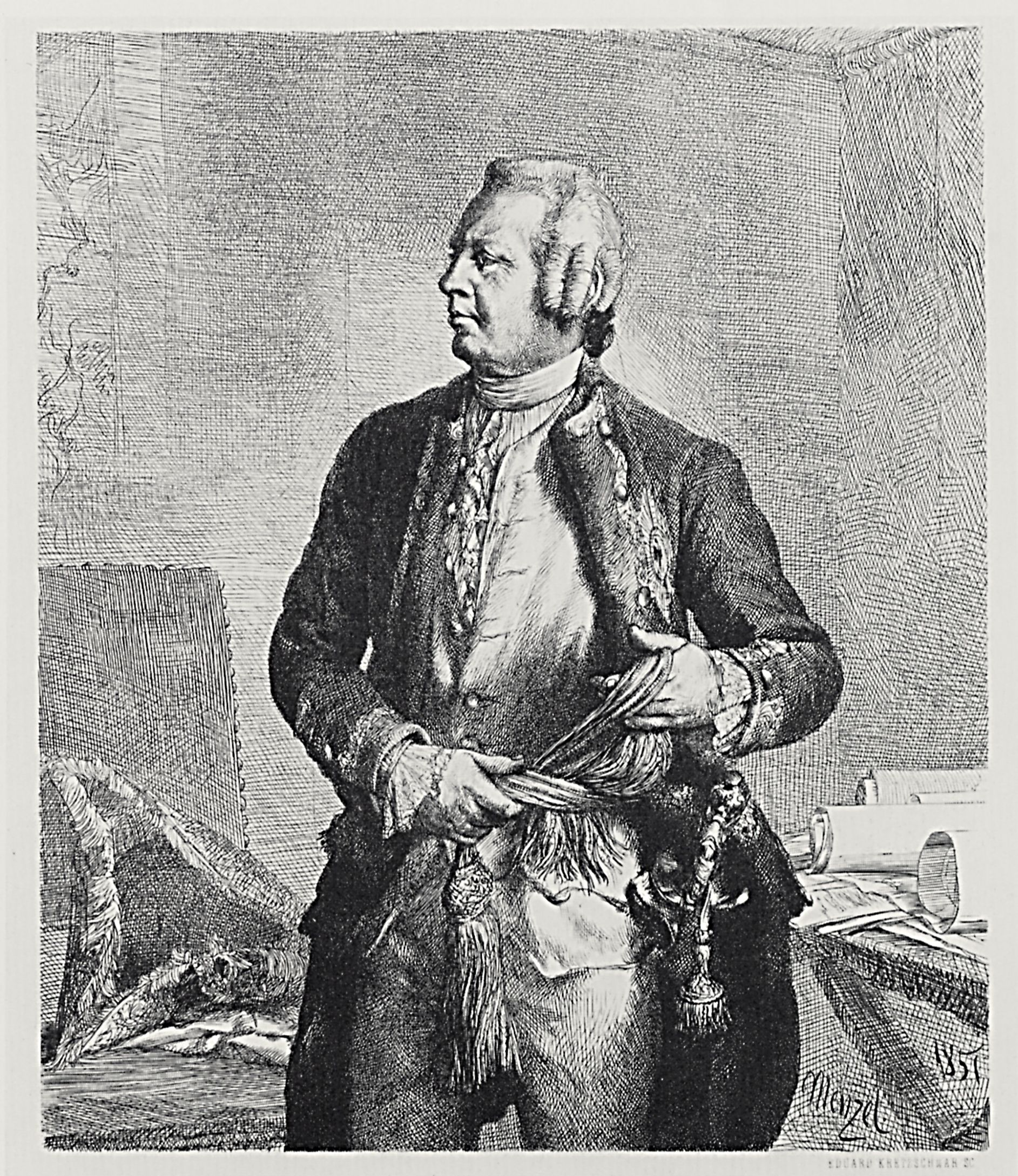
Hans Karl von Winterfeldt, Zeichnung von Adolph von Menzel

Hans Karl von Winterfeldt (* 4. April 1707 in Vanselow; † 8. September 1757 in Görlitz) war ein preußischer Generalleutnant unter Friedrich dem Großen. Er kämpfte in den Schlesischen Kriegen und starb an den Folgen einer Verwundung in der Schlacht von Moys. Winterfeldt gehört zu den bedeutenden Feldherren seiner Zeit.

## Leben

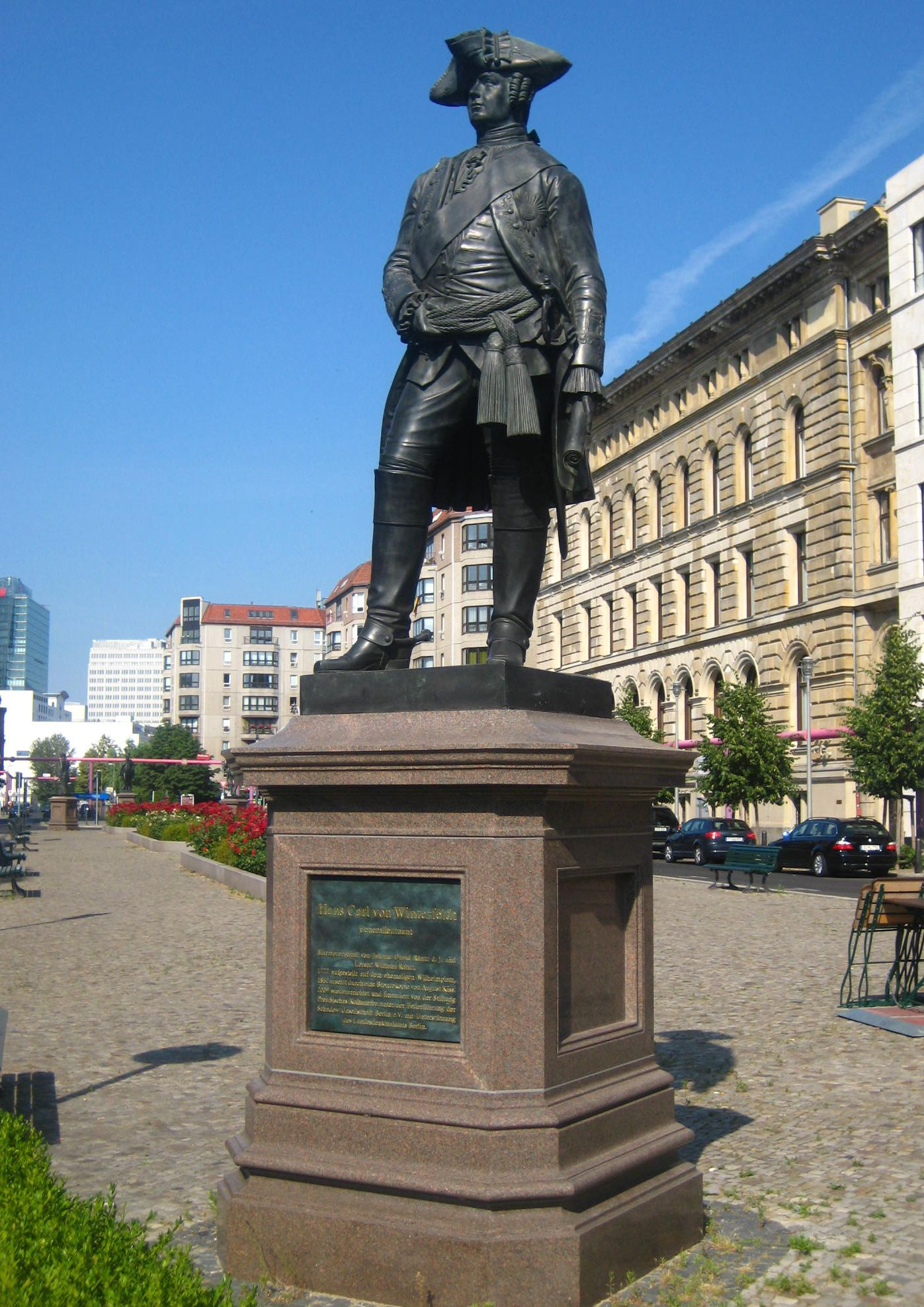
Winterfeldt-Denkmal auf dem Zietenplatz (ursprünglich auf dem Wilhelmplatz), Berlin-Mitte

Hans Karl (Hans Carl) war der Sohn von Georg Friedrich von Winterfeld (1670–1720), Erbherr auf Woddow, Fahrenwalde, Vanselow und Schmarsow, und dessen Ehefrau Christine Elisabeth, geborene von Maltzahn-Vanselow (1682–1747). Sein Bruder war der Oberst der Artillerie Rudolph Heinrich von Winterfeldt. Seine Schwester war Juliane Auguste Henriette von Winterfeldt-Heiligengrabe.
Er trat 1723 in das Garnisons-Regiment Nr. 2 seines Onkels Kaspar Dietlof von Winterfeld im preußischen Heer ein. 1740 wurde er als engster Vertrauter Friedrichs des Großen zum preußischen Gesandten in Sankt Petersburg ernannt. Hier konnte er die Versuche Österreichs erfolgreich hintertreiben, mit Russland eine Militärallianz zu schließen. Mit dem Ausbruch der Schlesischen Kriege kehrte er nach Preußen zurück und wirkte 1741 beim Sturm auf Glogau (8. März), der Schlacht bei Mollwitz (10. April) und dem Überfall auf Rothschloß (22. Juni) in Schlesien mit. Kurze Zeit später wurde er zum Oberst befördert.
Winterfeldt kämpfte 1742 bei Chotusitz sowie 1745 bei Hohenfriedeberg (4. Juni 1745), Landeshut und Katholisch Hennersdorf (23. November). Während der anschließenden Friedenszeit war Winterfeldt stets in der Nähe des Königs und wurde dessen General-Adjutant. Der König sandte ihn nach London, um die sog. Konvention von Westminster mit England auszuhandeln, womit England den Rücken frei hatte, seine Kolonialkriege gegen Frankreich in Nordamerika fortzusetzen. Winterfeldt erfüllte für den König gewissermaßen die Aufgaben eines Generalstabschefs und war somit historischer Vorläufer einer erst später im preußischen Heer eingeführten Funktion.
1756 wurde ihm der Hohe Orden vom Schwarzen Adler von Friedrich II. verliehen. Winterfeldt war auch Ritter des Ordens Pour le Mérite. 1756 ernannte Friedrich II. Winterfeldt zum Kommandanten der Festung Kolberg sowie zum Gouverneur der Stadt und beförderte ihn zum Generalleutnant. Er wurde Chef des vormaligen Regiments Hacke zu Fuß. Winterfeldt war außerdem Domherr von Havelberg und Halberstadt.
Winterfeldt kämpfte in der Schlacht bei Prag am 6. Mai 1757, wo er die Infanterie des linken Flügels befehligte. Beim Zurückschlagen der Österreicher in der Schlacht bei Moys erlitt er so schwere Verletzungen (Säbelhieb zwischen linker Schulter und Halsansatz), dass er am nächsten Tag im Hause Obermarkt 8 in Görlitz starb. Beigesetzt wurde er in der Gruft seines Schlosses Barschau in Schlesien.
Als Friedrich II. am 17. September Kenntnis von Winterfeldts Tod erhielt, äußerte er: „Ich werde wohl Mittel gegen die Menge meiner Feinde finden, aber wenige Winterfeldte werde ich wieder bekommen“. Beim König hatte Winterfeldt – trotz oft unterschiedlicher Ansichten – wegen seiner absoluten Loyalität sowie seiner strategischen Fähigkeiten großes Vertrauen und hohes Ansehen genossen.
Bei anderen preußischen Generälen, darunter Zieten und Bevern, war Winterfeldt hingegen aufgrund dieser gehobenen Stellung durchaus unbeliebt, so dass sein Tod nicht unbedingt Trauer auslöste. Ihm wurden Intrigen und Einmischungen in fremde Kompetenzen vorgeworfen. Für Prinz Heinrich war Winterfeldt ein Kriegstreiber. Den vorzeitigen Tod Winterfeldts betrachtete der Bruder des Königs gar als „ein gerechtes Gottesurteil“. Auf dem Denkmal in Rheinsberg, das Heinrich zum Andenken an seinen Bruder August Wilhelm und die preußischen Heerführer der drei Schlesischen Kriege aufstellen ließ, fehlt daher auch Winterfeldts Name – aber auch der Name des Königs selbst.
Einhundert Jahre nach seinem Tode wurden die sterblichen Überreste Winterfeldts auf den Invalidenfriedhof nach Berlin überführt. Der Grabstein erhält auf der Rückseite den Ausspruch von Friedrich II.: „Er war ein guter Mensch, ein Seelenmensch, er war mein Freund.“ Sein Grab ist erhalten.

## Gedenken

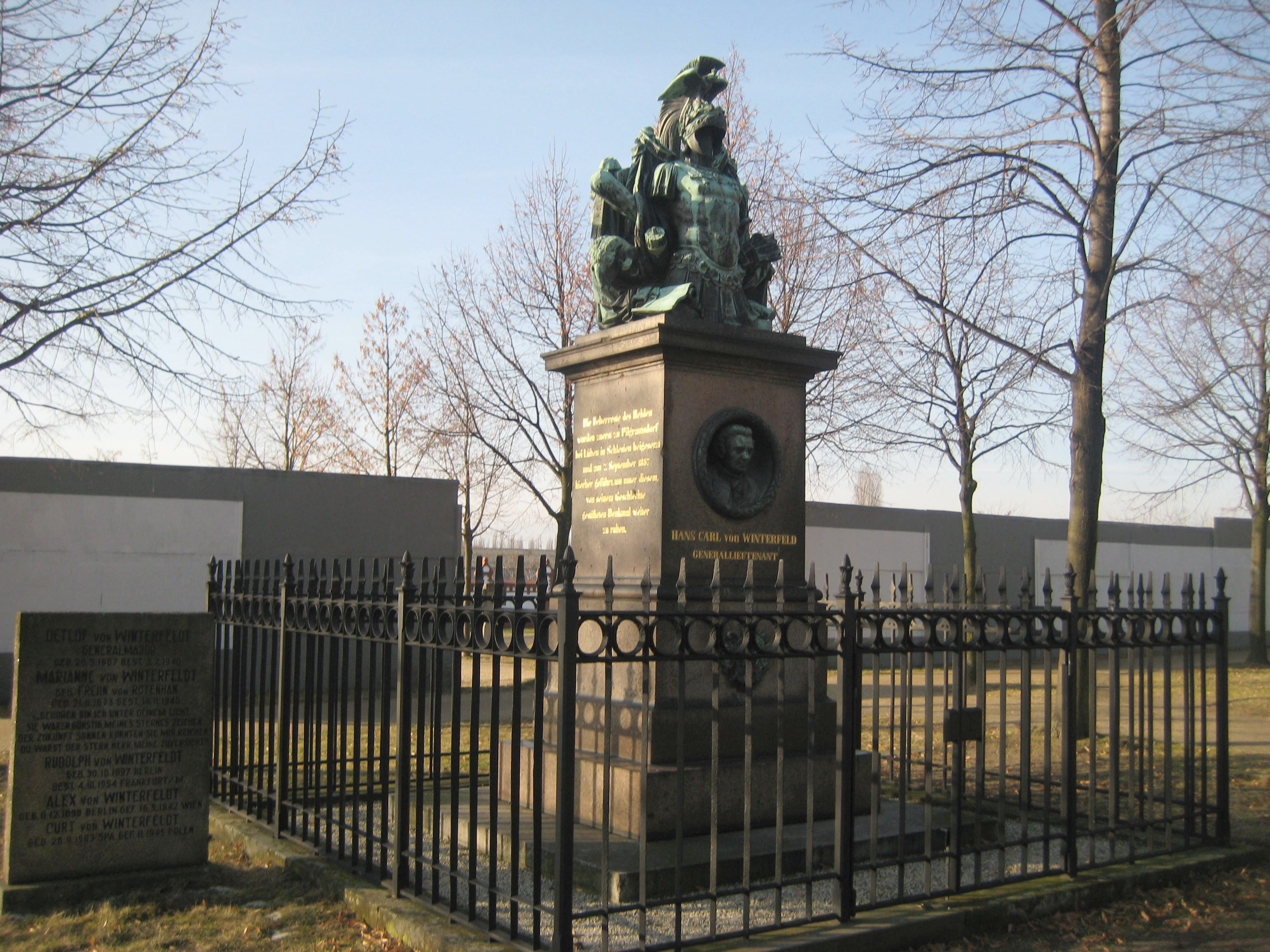
Winterfeldt-Grabmal auf dem Invalidenfriedhof

Winterfeldt wurde auf dem Wilhelmplatz in Görlitz ein Denkmal errichtet. In Moys erinnert ein Gedenkstein an ihn. Die meisten Denkmäler für ihn findet man in Berlin. So erhielt Winterfeldt ein Denkmal unter den preußischen Feldherren auf dem Berliner Wilhelmplatz in Marmor, das sich heute im Treppenaufgang des Bodemuseums (Museumsinsel) befindet.
Bereits im 19. Jahrhundert war das Marmororiginal von dem Bildhauer August Kiß durch eine völlige Neuschöpfung in Bronze ersetzt worden, die nach dem Zweiten Weltkrieg eingelagert und erst 2009 auf dem Berliner Zietenplatz wieder errichtet wurde. Zudem findet man seine Darstellung am 1851 enthüllten Reiterstandbild Friedrichs des Großen von Christian Daniel Rauch auf dem Boulevard Unter den Linden. In Berlin sind außerdem die Winterfeldtstraße und der Winterfeldtplatz nach ihm benannt.
Herzog Carl Christian Erdmann von Württemberg-Oels ließ um 1790 im „Labyrinth“ im Park von Bad Carlsruhe in Schlesien ein Standbild „Friedrichs des Einzigen“ aufstellen. Das Denkmal ist umgeben von den Büsten seiner fünf Generale Schwerin, Winterfeldt, Ziethen, Seydlitz und Keith. Bereits um 1825 werden alle Denkmäler demontiert; 1936 waren die leeren Mauernischen, in denen die Büsten standen, noch erhalten. Ihm ist außerdem der Winterfeldt-Parademarsch des Infanterieregiments Nr. 1 (später auch Bornstedt-Marsch genannt) gewidmet.

## Familie
Während seines Aufenthalts in Russland wohnte er bei dem russischen Feldmarschall und Premierminister Graf Burkhard Christoph von Münnich, der wiederum mit einer Tante Winterfeldts verheiratet war. Dort lernte er Juliana Dorothea von Malzan (* 7. Mai 1710; † Oktober 1763) kennen, die Stieftochter des Feldmarschalls und Hofdame der Zarin. Die Zarin war gegen die Hochzeit eingestellt, konnte sie aber nicht verhindern; 1732 heiratete das Paar. Er hatte vier Kinder, zwei Söhne und zwei Töchter, die früh verstarben. Da er somit keine direkten Nachkommen hatte, fiel sein Erbe an Moritz Adolf von Winterfeldt (1744–1819) aus dem Haus Nieden.